# Найнава (мухафаза)
Найнава́ (араб. نينوى‎ Nīnawā, курд. نینو Neynewa, сир. ܢܝܢܘܐ Nīněwā) — мухафаза на севере Ирака у сирийской границы. Названа в честь Ниневии, развалины которой расположены на территории провинции. На юге граничит с мухафазами Анбар и Салах-эд-Дин, на севере — с мухафазой Дахук, на востоке — с мухафазой Эрбиль.
Административный центр — город Мосул. Другие крупные города — Талль-Афар, Шергат, Бахдида, Синджар, Хаммам-эль-Алиль, Барталла. Преобладающая религия — ислам суннитского толка. Место концентрации ассирийцев в Ираке.
До 1976 года называлась вилайятом Мосул; вилайят включал также провинцию Дахук. В июне 2014 года провинцию захватили боевики «Исламского государства Ирака и Леванта» (ИГИЛ). В 2017 году иракские правительственные силы отвоевали город Мосул.

## Округа
1. Акра (`Aqra) — адм. центр Акра

Округа Найнавы

2. Мосул (Al-Mûsul) — адм. центр Мосул
3. Синджар (Sinjâr) — адм. центр Синджар
4. Талль-Афар (Tall `Afar) — адм. центр Талль-Афар
5. Телль-Кайф (Tall Kayf) — адм. центр Телль-Кайф
6. Шайхан (Shaykhân) — адм. центр Шайхан
7. Эль-Баадж (Al-Ba`âj) — адм. центр Эль-Баадж
8. Эль-Хадр (Хатра; Al-Hadhra) — адм. центр Эль-Хадр (Хатра)
9. Эль-Хамдания (Al-Hamdaniya) — адм. центр Бахдида (Bakhdida)
10. Эш-Шихан (Al-Shîkhân) — адм. центр Айн-Сифни (`Ayn Sifnî)

## Топографические карты
- Лист карты J-38-3 (J-38-V). Мосул — Ирак, Турция, Сирия. Масштаб: 1 : 500 000